# Comuna Rîhalske, Iemilciîne
Rîhalske (în ucraineană Рихальська сільська рада) este o comună în raionul Iemilciîne, regiunea Jîtomîr, Ucraina, formată din satele Mareanivka, Marînivka, Rîhalske (reședința) și Stara Huta.

## Demografie
Componența lingvistică a comunei Rîhalske
     Ucraineană (99,02%)
     Alte limbi (0,98%)
Conform recensământului din 2001, majoritatea populației comunei Rîhalske era vorbitoare de ucraineană (99,02%), existând în minoritate și vorbitori de alte limbi.